# Union des anarchistes
Ne doit pas être confondu avec Union anarchiste.
L'Union des anarchistes (UA) naît en  1979 d'une scission dans la Fédération anarchiste. L'Union des anarchistes dénonce ce qu'elle considère comme des dérives autoritaires de la Fédération anarchiste, notamment, après plusieurs congrès consacrés à ce sujet, la définition dans ses « principes de base » de l'adhésion à l'anarchisme comme une position de classe et non simplement comme une position d'esprit.
Cette scission se fait principalement autour des groupes d'Asnières, Jules Durand du Havre et Germinal de Paris, et de personnalités comme Maurice Laisant, Mystag, Louis Ségeral, Joël Gochot et Jean-Pierre Jacquinot.
L'UA reprend le titre Le Libertaire, longtemps diffusé en kiosque comme mensuel et repris sous forme électronique par le groupe Jules Durand jusqu'à son dernier numéro en 2011.
Après la mort de Maurice Laisant et plus tard le départ du groupe Jules Durand qui fédérera autour de lui la Coordination anarchiste, le groupe Germinal maintient l'Union des anarchistes et publie le journal Les Nouvelles libertaires, " revue de l'entr'aide et de la synthèse anarchistes ".